# Maestro di Wuillerine

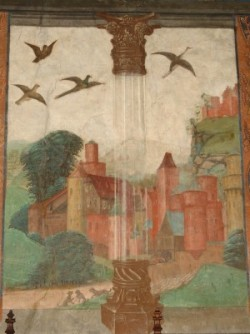
Particolare di uno degli affreschi della sala della giustizia nel castello di Issogne

Il  Maestro di Wuillerine (attivo ad Aosta tra il 1500 e il 1514) è stato un pittore anonimo, probabilmente francese, chiamato in Valle d'Aosta da Giorgio di Challant per i lavori di decorazione del castello di Issogne.

## Dipinti realizzati in Valle d'Aosta
Deve il suo nome ad un ex voto, realizzato su tavola per la Collegiata di Sant'Orso ad Aosta, che raffigura la guarigione della povera storpia Wuillerine avvenuta davanti alla chiesa. Il dipinto, risalente al 1514, è oggi conservato nella sacrestia della Collegiata. 
Ad Issogne il Maestro ha eseguito il ciclo di dipinti presenti nella salle basse (o "sala di giustizia") al piano terreno del castello. Tali affreschi, che ornano l'intera sala, realizzano una sorprendente illusione ottica, come se lo spettatore non si trovasse all'interno della sala, ma su una balaustra che domina ampi spazi esterni. I paesaggi illusori che si osservano oltre il parapetto della finta balaustra, tra arazzi di broccato e colonne realizzate con i più diversi e preziosi materiali (cristallo, alabastro ed altro), sono popolati da scene lontane di vita campestre, cacce e imbarcazioni che si muovono su un lembo di lago. Vi si osservano anche, sfumati in lontananza, i manieri posseduti dagli Challant a Verrès, a Fénis e nella stessa Issogne.
Su una delle pareti della sala è possibile osservare, tra due bizzarre colonne dorate, la scena del Giudizio di Paride. L'eroe troiano è raffigurato con indosso la sua armatura, disteso in terra accanto ad una fontana,  nell'atto di meditare; accanto a lui sono poste le tre dee in attesa del suo responso.
La presenza di tale scena ha dato luogo all'ipotesi che la sale basse avesse funzione di sala di giustizia (anche se, per contro, viene da pensare che un soggetto non profano, come il Giudizio di Salomone, sarebbe stato più acconcio con tale funzione. 
A scegliere il programma iconografico fu Giorgio di Challant forse in occasione delle nozze, avvenute nel 1501, del nipote Filiberto di Challant con una nobildonna del casato svizzero degli Aarberger.
Nulla si conosce sulla provenienza dell'artista. Tuttavia, a proposito del suo linguaggio pittorico, si è osservato come esso sia connotato da un palese debito artistico verso la tradizione miniaturistica borgognona e fiamminga, come si evince anche da alcuni dettagli di paesaggi con mulini a pale ed edifici dai tetti molto spioventi, tipici dei paesi del nord Europa, o dal tromp l'oeil raffigurante un bruco ed una mosca che è presente nell'affresco sulla cappa del camino.
Caratterizzano tale linguaggio:
(E. Rossetti Brezzi, op. cit., pag. 50)